# Coreorgonal
Coreorgonal is een geslacht van spinnen uit de familie hangmatspinnen (Linyphiidae).

## Soorten
De volgende soorten zijn bij het geslacht ingedeeld:
- Coreorgonal bicornis (Emerton, 1923)
- Coreorgonal monoceros (Keyserling, 1884)
- Coreorgonal petulcus (Millidge, 1981)